# Renier Ier de Choiseul
Renier Ier de Choiseul ou Raynier Ier de Choiseul, né vers 1040 et mort après 1102, est le premier seigneur connu de Choiseul.

## Biographie
Il est le premier seigneur de Choiseul connu et donc la tige de la Maison de Choiseul.
En 1084, il donne, avec le consentement de sa femme Ermangarde et de ses enfants Roger et Adeline, l'église Saint-Gengoul de Varennes à l'abbaye de Molesme afin d'y fonder le prieuré de Varennes. Cet acte a comme témoin son beau-frère Renier, seigneur de Nogent, et est approuvé par l'évêque de Langres Hugues-Renaud de Bar,.
Quelques années plus tard, il fait une nouvelle donation au prieuré de Varennes, suivi par les seigneurs de Laferté-sur-Amance.
En 1102, il fait encore, avec son fils Roger, une donation au prieuré de Varennes qui comprend des terres sur ses domaines de Vicq et de Coiffy.
Il meurt probablement peu après et est remplacé par son fils Roger de Choiseul, de retour de la première croisade.
À sa mort, il est probablement inhumé au prieuré de Varennes.

## Mariage et enfants
Vers 1070, il épouse Ermengarde, peut-être issue de la maison des comtes de Tonnerre ou de Maligny, voire de celle de Vergy, dont il a deux enfants, :
- Roger de Choiseul, qui succède à son père ;
- Adeline de Choiseul, qui épouse Olry d'Aigremont, seigneur d'Aigremont, dont elle a plusieurs enfants.

Une sœur de Renier de Choiseul a probablement épousé Renier de Nogent.

## Sources
- Marie Henry d'Arbois de Jubainville, Histoire des Ducs et Comtes de Champagne, 1865.
- L'abbé Grassot, Les seigneurs de Choiseul, 1887.
- Henri de Faget de Casteljau, Recherches sur la Maison de Choiseul, 1970.
- Gilles Poissonnier, Histoire des Choiseul, 1996.